# Неоскопеловые
Неоскопеловые (лат. Neoscopelidae) — небольшое семейство малоизученных глубоководных пелагических рыб отряда миктофообразных. В состав семейства включают 6 видов в 3-х родах:
- Neoscopelus — два вида в Северной Атлантике и один у берегов южной Японии,
- Scopelengys — один вид в Атлантическом, Тихом и Индийском океане, второй — на севере Тихого океана,
- Solivomer — один вид у берегов Филиппин.

Длительное время неоскопеловых относили к семейству светящихся анчоусов (Myctophidae), но затем выделили в самостоятельное семейство.

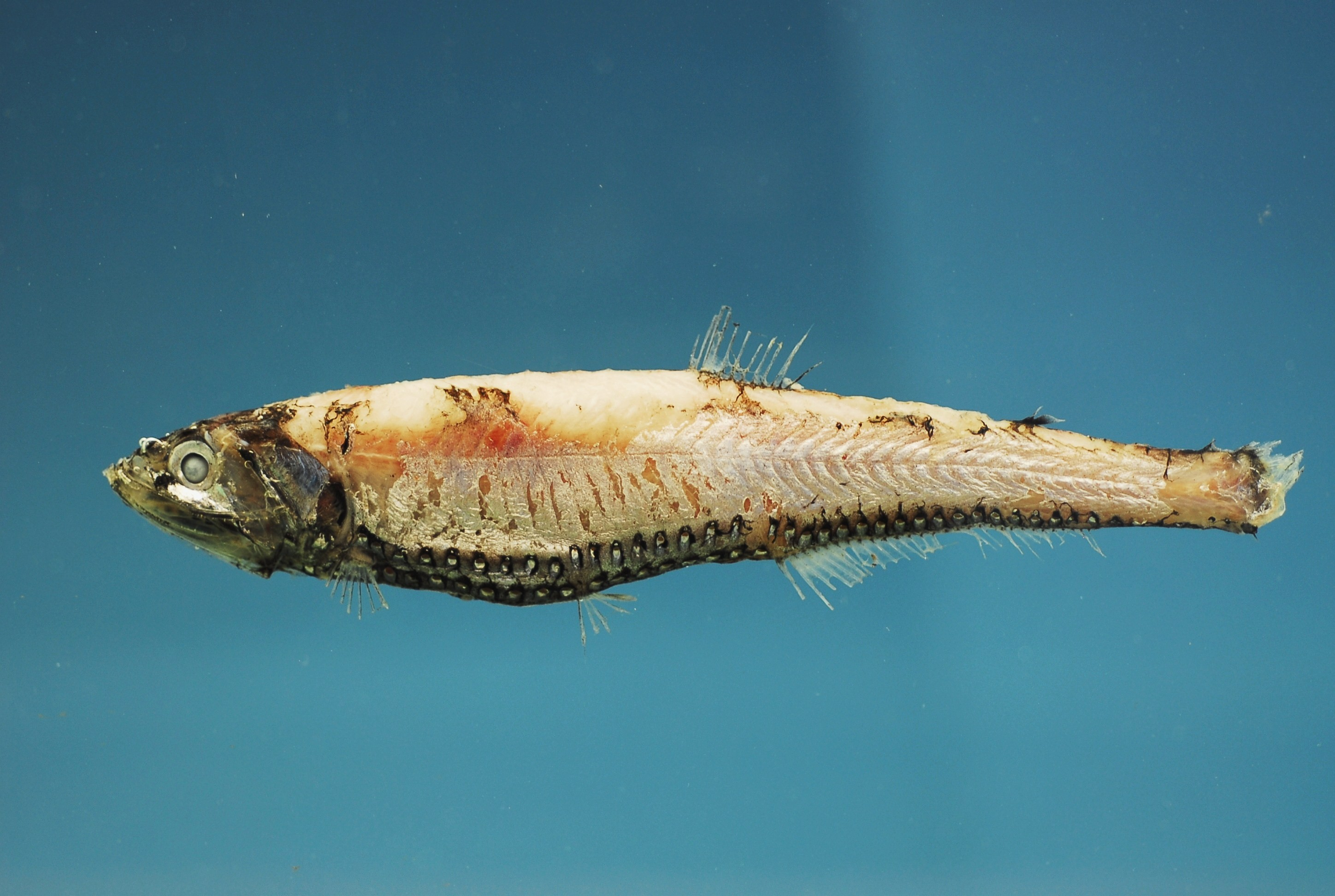
Neoscopelus macrolepidotus

Тело у неоскопеловых рыб умеренно вытянутое, сжато с боков. Имеются трёхлопастный ростральный хрящ, а также тонкая и длинная надчелюстная кость. Костный бугор на срединном участке верхнечелюстной кости увеличенный. Подглазничный выступ отсутствует. Начало анального плавника расположено далеко позади основания спинного плавника. Рот большой, зубы очень мелкие. Чешуя циклоидная, за исключением Solivomer arenidens, у которого ктеноидная чешуя на теле. Фотофоры имеются только у видов рода Neoscopelus и расположены непрерывными рядами вдоль брюшка. Представители рода Neoscopelus отличаются тёмно-красной окраской с серебристым брюшком и розовыми плавниками. Плавательный пузырь отсутствует только у рода Scopelengys. Позвонков 29—35. Мелкие и средние по размеру рыбы: длина самых крупных экземпляров Neoscopelus microchir — чуть больше 30 см..
Фотофоры у неоскопеловых устроены иначе, чем у светящихся анчоусов. Они овальной формы и лежат не в углублениях, а на поверхности брюшных мышц. Светящаяся ткань и окружающий её чёрный пигмент находятся в задней части фотофора, а передняя часть представлена просто блестящим участком гуанина, прикрытого прозрачной тканью.
Биология неоскопеловых рыб изучена слабо. Известно, что они ведут пелагический образ жизни на глубинах от 500 до 2000 м, иногда встречаются в стаях. Питаются в основном мелкими ракообразными.

## Виды
- Neoscopelus
  - Neoscopelus macrolepidotus Johnson, 1863
  - Neoscopelus microchir Matsubara, 1943
  - Neoscopelus porosus Arai, 1969
- Scopelengys
  - Scopelengys clarkei Butler et Ahlstrom, 1976
  - Scopelengys tristis Alcock, 1890
- Solivomer
  - Solivomer arenidens Miller, 1947